# Церник (Жумберак)
Церник је насељено место у општини Жумберак, до нове територијалне организације у саставу бивше општине Јастребарско, у Загребачкој жупанији, Хрватска.

## Географски положај
Налази се на надморској висини од 450 метара. Село је смештено 8 километара северозападно од Костањевца, седишта општине.

## Историја
У урбару из 1830. године стоји да је то „село са 8 кућа и 73 становника — римокатолика. Овде су рушевине католичке капеле „Свете Ане“.

## Привреда
Привредна основа насеља је: пољопривреда, сточарство и виноградарство.

## Становништво

### Број становника по пописима
| Националност   | 2001. | 1991. | 1981. | 1971. | 1961. | 1953. | 1948. | 1931. | 1921. | 1910. | 1900. | 1890. | 1880. | 1869. | 1857. |
| бр. становника | 11    | 25    | 41    | 65    | 93    | 119   | 133   | 119   | 110   | 111   | 119   | 128   | 129   | 107   | 85    |

- напомене:

Од 1880. до 1948. исказивано под именом Црник.

### Национални састав
| Националност       | 1991.       | 1981.     | 1971.     | 1961.     |
| Хрвати             | 24 (96,00%) | 41 (100%) | 65 (100%) | 93 (100%) |
| Срби               | 0           | 0         | 0         | 0         |
| Југословени        | 0           | 0         | 0         | 0         |
| остали и непознато | 1 (4,00%)   | 0         | 0         | 0         |
| Укупно             | 25          | 41        | 65        | 93        |

## Карактеристике села
На самом улазу у село налази се мала капелица посвећена „Светој Јелени крижарици“. У овој капелици се сваке године од 2000, на недељу после 18. августа служи света миса и одржава се прошћење. Тада Церник поново оживи јер се скупе сви давно исељени становници, који су сада широм света. На једном од ових скупова Церничана иницирано је и прикупљање средстава за асфалтирање пута од Рештова Жумберачког до Церника. Асфалтни пут отворен је 1999. године. Село је добило струју 1967. године, телефон 1994, а пре пар година и месни водовод.

## Црква
Село са капелом Свете Јелене припада римокатоличкој жупи Свете Марије Магдалене из Доњег Оштрца, Јастребарски деканат Загребачке надбискупије.